# Carta sobre els cecs
Carta sobre els cecs per a ús dels que veuen, el títol original del qual en francés és Lettre sur les aveugles à l’usage de ceux qui voient, és un assaig de Denis Diderot que fou publicat a Londres l'any 1749. És un escrit filosòfic epistolar, en què per primera vegada l'autor manté una posició clarament materialista i atea.
Tot i que no apareix el nom de la dona destinatària de la carta, se sobreentén que és l'escriptora feminista Madeleine de Puisieux, amb qui Diderot mantingué una relació amorosa entre el 1745 i el 1750, i després una llarga amistat i correspondència més enllà del 1768.

## Tema i contingut
El tema de la ceguesa, a l'entorn del qual es construeix l'argumentació filosòfica d'aquest assaig, no és original de Diderot, i es va tractar repetides vegades en el "segle de les llums".
El text d'aquesta carta s'estructura en tres parts. Denis Diderot comença explicant la seua visita al cec de Puiseux, la ceguesa del qual és de naixement. En la segona part de la carta analitza el cas del matemàtic Nicholas Saunderson, un destacat professor d'Oxford i inventor, també cec. En la tercera i darrera part, reflexiona i opina en el debat sobre el problema de Molyneux.
A més a més de ser una carta substanciosa pel contingut filosòfic i les proposicions assenyades sobre aspectes de la física, la moral i la metafísica de la ceguesa, Diderot arriba en aquest assaig a una solució més exacta, més precisa, i alhora més general sobre el famós problema de Molyneux, que no pas les que havien expressat Thomas Hobbes i Étienne Bonnot de Condillac. Tanmateix, el que va escandalitzar la censura religiosa és que Saunderson, cec de naixement, rebutjàs escoltar les paraules del sacerdot en el llit de mort per considerar-les completament alienes a les seues percepcions.
Això, unit a la postura materialista defensada en tot l'assaig, feu que l'escrit es consideràs una escandalosa i manifesta postura atea de Diderot i es va dictar una ordre de detenció en contra seua. Estigué tancat a la Bastilla, tres mesos i deu dies. Durant 29 dies el van tenir incomunicat, sense llibres ni llum i sotmés a interrogatoris. En acabant, i pel fet que el govern va aprovar l'edició de l'Encyclopédie, la impressió de la qual estava retardant-se per causa de la detenció de Diderot, el van posar en llibertat.